# Hilde Moens

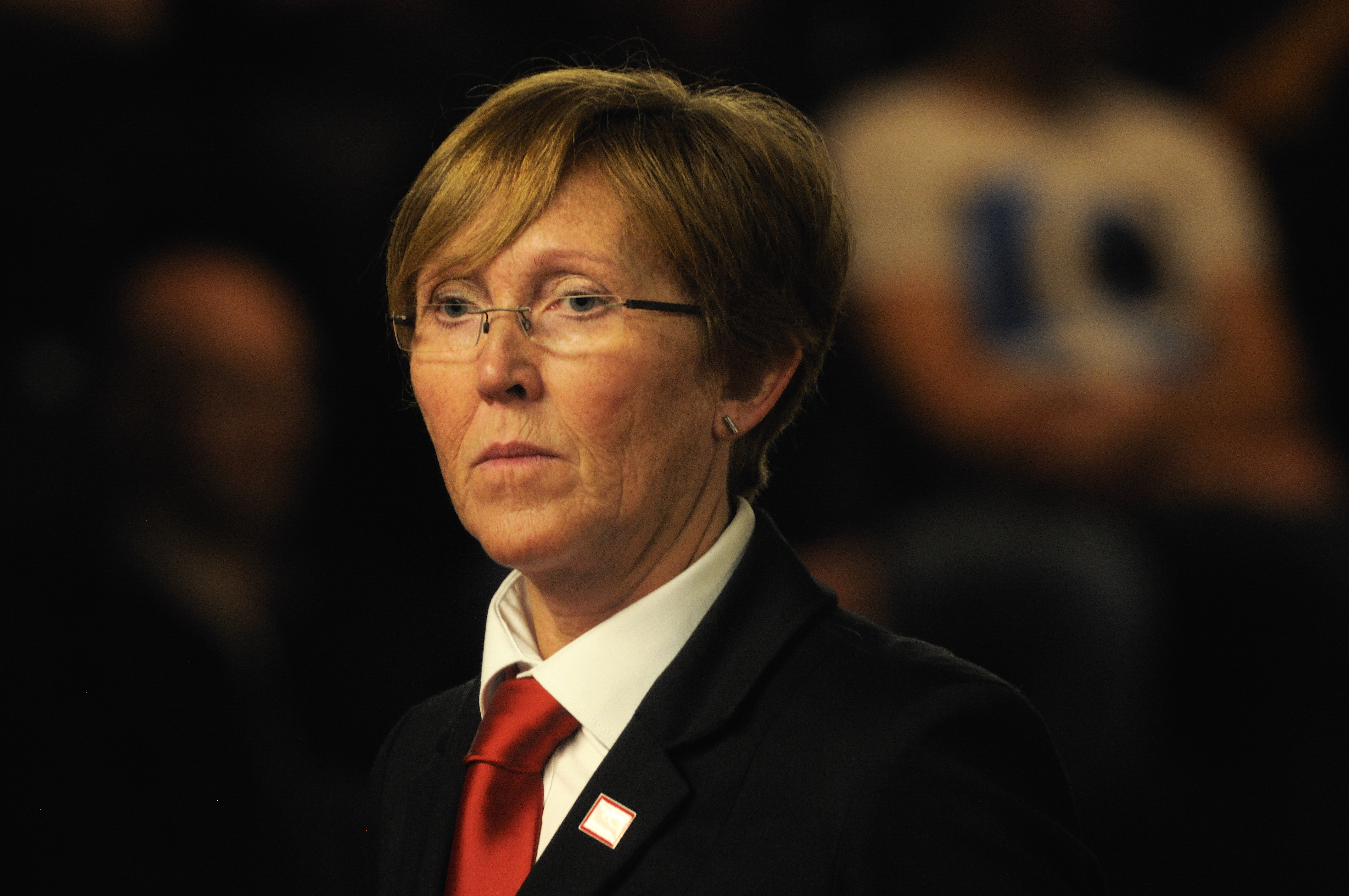
Hilde Moens beim German Masters 2014

Hilde Moens (* im 20. Jahrhundert) ist eine belgische Snookerschiedsrichterin.

## Leben
Hilde Moens erreichte als Spielerin 2002 das Viertelfinale der belgischen Snooker-Meisterschaft der Frauen. Als Schiedsrichterin wurde sie in den 2010ern für zahlreiche Turniere der Players Tour Championship eingesetzt, leitete mitunter aber auch Spiele bei vollwertigen Ranglistenturnieren. Ende 2011 wurden bei zwei Partien unter ihrer Leitung ein Maximum Break erzielt, 2013 schiedsrichterte sie die Endspiele der Antwerp Open und des Kay Suzanne Memorial Cups. Noch im Sommer 2016 zählte die Belgium Snooker Federation Moens zu jenen belgischen professionellen Unparteiischen, die „für die nicht im TV übertragenen Runden der Hauptturniere sowie für alle Qualifikationsrunden in Frage kommen“ würden. Auch während der Saison 2017/18 wurde Moens bei verschiedenen Profiturnieren eingesetzt, darunter beim European Masters 2017. Seitdem kommt sie sporadisch in Turnierqualifikationen zum Einsatz. Als Spielerin ist sie Mitglied eines Vereines aus der Gemeinde Holsbeek.